# The Stars and the Water Carriers
The Stars and the Water Carriers (Stjernerne og vandbærerne) è un documentario del 1974 diretto da Jørgen Leth e basato sul Giro d'Italia del 1973. Incentrato in particolare su Eddy Merckx, il ciclista più forte dell'epoca, vi sono anche altri ciclisti (Felice Gimondi, Giovanni Battaglin, Wladimiro Panizza, Roger De Vlaeminck, Ole Ritter).